# Cuadrilla de Vitoria

Blason de la ville

Cuadrilla de Vitoria ou  Gasteizko kuadrila en basque est une comarque dans la province d'Alava de la Communauté autonome basque en Espagne.

## Commune
Elle se compose de la ville de Vitoria-Gasteiz